# Polichnitos
Polichnitos (Grieks: Πολιχνίτος) is de hoofdstad van de gelijknamige deelgemeente van de gemeente Lesbos op het Griekse eiland Lesbos, en behoort tot de regio Noord-Egeïsche Eilanden. De deelgemeente grenst aan drie andere deelgemeenten, te weten: in het noorden Agia Paraskevi, in het noordoosten Agiasos en in het zuidoosten Plomari. Ten westen van de plaats Polichnitos is het landschap vrij vlak met veel olijfbomen.

## Plaatsen in de deelgemeente Polichnitos
De deelgemeente Polichnitos heeft 8 plaatsen volgens onderstaande tabel
| Naam plaats       | Griekse spelling | inwoners 2001 | ligging               |
| ----------------- | ---------------- | ------------- | --------------------- |
| Polichnitos       | Πολιχνίτος       | 2.975         | 39° 5′ NB, 26° 11′ OL |
| Skala Polichnitou | Σκάλα Πολιχνίτυ  |               | 39° 6′ NB, 26° 10′ OL |
| Vasilika          | Βασιλικά         | 608           | 39° 6′ NB, 26° 15′ OL |
| Lisvori           | Λισβόρι          | 562           | 39° 6′ NB, 26° 13′ OL |
| Nifida            | Νιφίδα           |               | 39° 5′ NB, 26° 8′ OL  |
| Vrisa             | Βρίσα            | 999           | 39° 2′ NB, 26° 12′ OL |
| Vatera            | Βατερά           |               | 39° 1′ NB, 26° 12′ OL |
| Stavros           | Σταβρός          | 144           | 39° 2′ NB, 26° 16′ OL |
|                   | totaal           | 5.288         |                       |

## Bijzonderheden

### Polichnitos (stad)
- De ligging van de plaats Polichnitos is indertijd uit strategische overwegingen gekozen. Zowel vanaf de Egeïsche zee als vanaf de baai van Kalloni is het stadje niet te zien wat bescherming bood tegen de piraten.
- Heetwaterbron[3][4]. De bron ligt ongeveer twee kilometer ten zuidoosten van Polichnitos.Het water komt met een temperatuur van 76 – 91 graden uit de grond en wordt afgekoeld tot 42 – 44 graden voor de baden. Dit heet de warmste bron van Europa te zijn. Tegen een kleine vergoeding kan er in worden gebaad.(ligging: 39° 4′ NB, 26° 12′ OL)
- Folklore museum aan de Yorgos N. Kouvelidou straat (Οδος Γιόργιου Ν. Κουβελιδόυ).
- Imposante herenhuizen (vaak vervallen en leegstaand)
- Veel woningen staan leeg, zodat sommige straten het idee geven van een spookstad.
- Op de schoorsteen van het voormalige olijffabriekje in het centrum broedt jaarlijks een ooievaar, wat het symbool is geworden van het stadje. Er staan door de gehele gemeente vuilnisbakken in de vorm van een ooievaar met een vuilnismandje in zijn snavel.
- Militair vliegveld, ligt circa één kilometer ten oosten van Polichnitos. Dit vliegveld wordt zelden gebruikt. De weg naar Polichnitos kruist de vliegbaan. Bij oefeningen wordt de weg afgezet.
- Klooster Dimandriou, 3,5 km ten oosten van Polichnitos. Een klein klooster. In de kapel zijn zeer oude fresco’s te zien.(ligging: 39° 5′ NB, 26° 13′ OL)

### Skala Polichnitou
- Levendig klein havenplaatsje.
- Zoutmijnen. Het zout wordt gewonnen door het laten verdampen van zeewater. Met machines wordt vanaf eind oktober wordt het gekristalliseerde zout opgeschept en met een smalspoortreintje naar de voorraadplaats vervoerd. Op de zoutvlaktes staan vaak veel bijzondere vogels als de zwarte ooievaar en Flamingo's. Een enkele keer zijn er pelikanen waargenomen

### Vasilika
- Waterval. Vanaf Vasilika de verharde weg naar Achladeri. Na enkele kilometers aan de linkerkant van de weg een bordje met ‘Pesas falls’. (ligging:39° 8′ NB, 26° 16′ OL)
- Waterrijk gebied met veel bronnetjes
- Verlaten magnesiummijn. Tot begin jaren ’70 werd hier uit verschillende putten magnesium gewonnen dat met een kabelbaantje naar een aanlegsteiger in de Baai van Kaloni werd vervoerd. Resten van de mijn en het kabelbaantje zijn nog aanwezig. Tijdens de werking van de mijn kende Vasilika een grote bloei. (ligging: 39° 7′ NB, 26° 17′ OL)
- Pijnboombossen, waar vroeger hars van werd getapt om de wijnvaten te dichten voor de retsina.

### Lisvori
- Landbouw (richting Skamnioudi): olijven, anijs (voor de ouzo), uien, aardappelen.
- Resten van een ‘verzonken stad’, (2000 jaar voor Christus) in de zee bij Alikoudi, het strandje met een natuurlijke zoutpan. (bron volgt)
- Heetwaterbronnen ‘Thermopiges’[5], bij Agio Ioannis. Het water komt met een temperatuur van 69 graden uit de grond. De baden worden in 2009 – 2011 geheel gerenoveerd waarmee een deel authenticiteit verloren gaat. (ligging: 39° 6′ NB, 26° 12′ OL)
- Opgravingen uit het Vroeg-paleolithicum waar nog enkele maanden per jaar (2013-2014) aan wordt gewerkt met een groep archeologen uit Kreta en Engeland in samenwerking met de universiteiten van Patras en Kreta en het Centrum voor Archeologie in Southampton.[6][7]

### Nifida
- Veel strand met zomerhuisjes van Griekse vastelandbewoners

### Vrisa
- 12 juni 2017 is bij een zware aardbeving ten zuiden van Mytilini Vrisa zwaar getroffen waarbij één dode is gevallen. Zeer veel huizen zijn zodanig geruineerd dat ze moeten worden afgebroken.
- Natuurhistorisch Museum[8] Natuurhistorisch museum Vrisa met resten van gefossiliseerde dieren. 1,6 miljoen jaar geleden leefden hier mammoeten en reuzenschildpadden. Er worden in de omgeving tussen Vrisa en Vatera nog steeds resten van fossielen gevonden. Na de aardbeving van juni 2017 is het zwaarbeschadigde museum gesloten.

### Vatera
- Toeristenplaats met veel Griekse toeristen.
- 8 km strand.
- Bij helder weer is het eiland Chios duidelijk te zien.
- Tempel van Dionysos in Agio Fokas. Er liggen nog enkele nauwelijks te herkennen resten.
- Rivier de Almiropotamos met veel bijzondere planten, moerasschildpadden en waterslangen.